# Наказ №270
«Про відповідальність військовослужбовців за здачу в полон і залишення ворогові зброї» — наказ Ставки Верховного Головного Командування Червоної Армії за № 270, від 16 серпня 1941 року, підписаний Головою Державного комітету оборони (ДКО) Йосипом Сталіним, заступником голови В'ячеславом Молотовим, маршалом Семеном Будьонним, Климентом Ворошиловим, Семеном Тимошенко, Борисом Шапошниковим та генералом армії Георгієм Жуковим.

## Історія
Як і Наказ № 227, повний текст наказу № 270 не публікувався до 1988 року, імена винних воєначальників і керованих ними військових з'єднань і цілих армій (як у випадку з 2-ою ударною армією генерала Андрія Власова або Західного військового округу генерала Дмитра Павлова) зазнали забуття, навіть їхні швидкі згадки в мемуарах можливі були тільки з негативною оцінкою, як дезертирів і зрадників, спроби виправдувальної оцінки або неупередженого дослідження причин невдач натикалися на військову цензуру, що пояснювала здачу в полон винністю здалися, а не некомпетентністю верховного командування фронті. Як і текст Наказу № 227 повний текст тримався в секреті аж до краху радянської системи, був вперше опублікований лише у вересні 1988 року в числі № 9 « Військово-історичного журналу».

## Опис
Наказ визначав, за яких умов військовослужбовців ЗС СРСР — командири та політпрацівникі Червоної Армії — повинні вважатися дезертирами.

Наказую:
1. Командирів і політпрацівників, що під час бою зривають з себе знаки розрізнення та дезертирували у тил або тих, що здаються в полон ворогові, вважати злісними дезертирами, сім'ї яких підлягають арешту як сім'ї порушивших присягу і зрадивших свою Батьківщину дезертирів.
Зобов'язати всіх вищих командирів та комісарів розстрілювати на місці подібних дезертирів із начскладу.
2. Частинам і підрозділам, що потрапили в оточення ворога, самовіддано боротися до останньої можливості, берегти матеріальну частину, як зіницю ока, пробиватися до своїх по тилах ворожих військ, завдаючи поразки фашистським собакам.
Зобов'язати кожного військовослужбовця, незалежно від його службового становища, вимагати від вищого начальника, якщо частина його знаходиться в оточенні, битися до останньої можливості, щоб пробитися до своїх, і якщо такий начальник або частина червоноармійців замість організації відсічі ворогові віддадуть перевагу здачі в полон, — знищувати їх усіма засобами, як наземними, так і повітряними, а сім'ї червоноармійців, що здалися в полон, позбавляти державних (с. 239) виплат та допомоги.
3. Зобов'язати командирів та комісарів дивізій негайно зміщувати з постів командирів батальйонів і полків, що ховаються в щілинах під час бою та бояться керувати ходом бою на полі битви, знижувати їх за посадою як самозванців, переводити в рядові, а при необхідності розстрілювати їх на місці, висуваючи на їх місце сміливих і мужніх людей з молодшого начскладу або зі складу червоноармійців, що відзначилися.
Наказ прочитати у всіх ротах, ескадронах, батареях, ескадрильях, командах та штабах.
— 
Відповідно до цього наказу, кожен командир чи політпрацівник був зобов'язаний боротися до останньої можливості, навіть якщо військове з'єднання оточили сили противника; заборонялося здаватися в полон ворогові. Порушники могли бути розстріляні на місці; при цьому вони визнавалися дезертирами, а їхні сім'ї підлягали арешту та позбавлялися допомоги та підтримки від держави.
У наказі були оголошені дезертирами генерал- лейтенант Володимир Качалов (загиблий при прориві з оточення), генерал-майор Павло Понедєлін та генерал-майор Микола Кирилов, які потрапили в німецький полон у серпні 1941 року, за кілька днів до виходу наказу. Всі вони були реабілітовані у 1950-х роках.
Коментуючи наказ No 270, Сталін заявив: «Немає радянських військовополонених, є тільки зрадники».